# Biotemperatur
Als Biotemperatur wird in Klimageographie und Ökologie der Jahresdurchschnitt aller Lufttemperaturen über dem Gefrierpunkt bezeichnet.
Dazu wird entweder die Summe aller Monatsmitteltemperaturen über 0 °C durch 12 geteilt oder die Summe aller Tagesmitteltemperaturen durch 365.
Nach Schultz ist die Biotemperatur in den Tropen (> 24 °C) und Subtropen (12–24 °C) (auf Basis der Monatstemperaturen) identisch mit der Jahresmitteltemperatur, da dort jeder Monat im Mittel (definitionsgemäß) frostfrei bleibt. Je näher man den Polen kommt, desto größer ist die Abweichung. Die Biotemperatur liegt in der kühlgemäßigten Zone zwischen 6 und 12 °C, in der kaltgemäßigten zwischen 3 und 6 °C, in der subpolaren Tundren zwischen 1,5 bis 3 °C sowie in den hochpolaren Regionen unter 1,5 °C.
Die Biotemperatur wird verwendet, um vergleichende Aussagen über die klimatischen Wachstumsbedingungen der Vegetation zu treffen. So dient sie etwa nach Holdridge dazu, die Verdunstungsrate zu ermitteln, die ein wichtiger hygrothermischer Faktor (gr. hygros = Wasser, Feuchtigkeit und gr. thermos = warm, Wärme) an jedem Pflanzenstandort ist.